# Ivana Kobilca

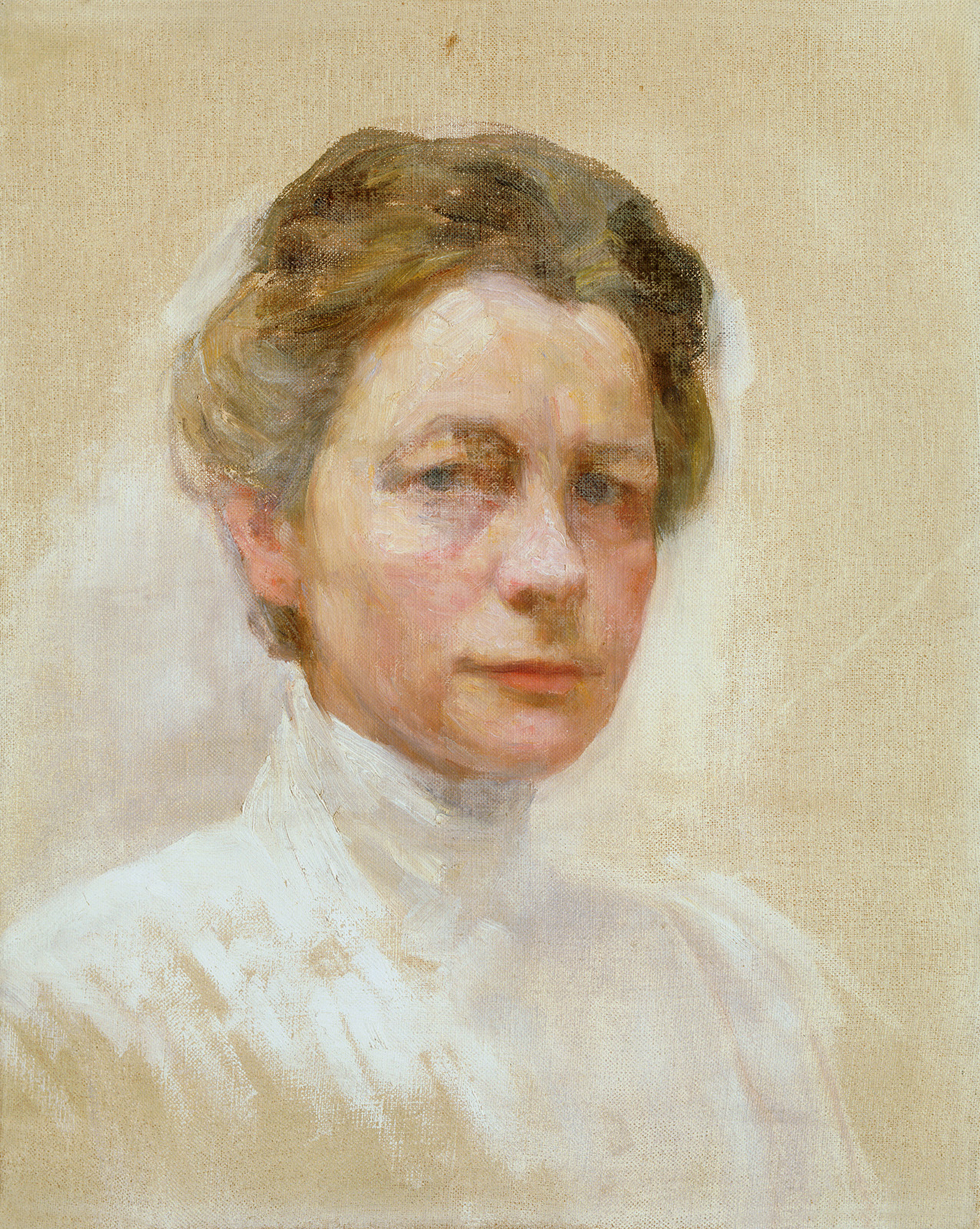
Selbstporträt in Weiß (ca. 1910)

Ivana Kobilca (* 20. Dezember 1861 in Ljubljana; † 4. Dezember 1926 ebenda) war eine slowenische Malerin des Realismus.

## Leben und Werk

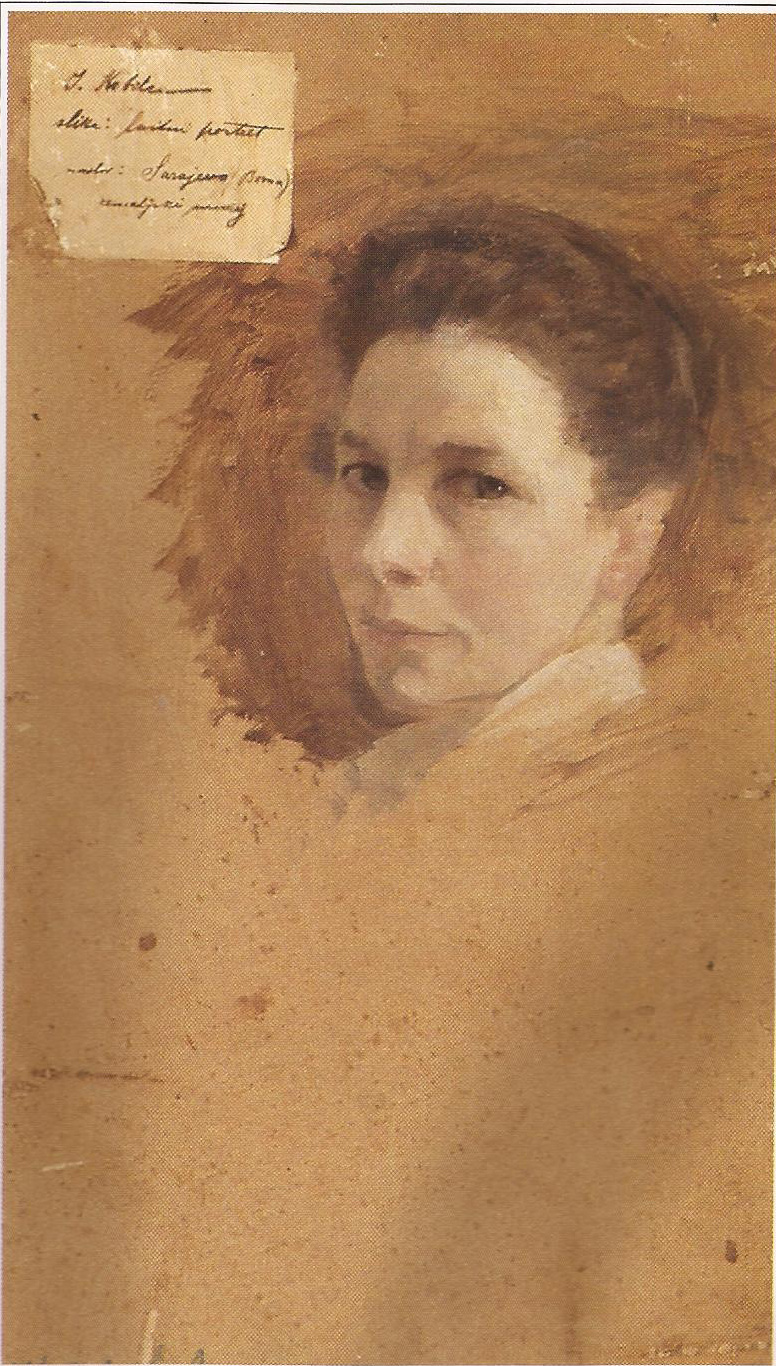
Selbstporträt 1894/1895

Ivana Kobilca bekam den ersten Unterricht im Zeichnen von Ida Künl in Ljubljana. Als Achtzehnjährige kopierte sie Bilder in der Wiener Galerie der Kunstakademie.
In Pobrezje (Oberkrain) lernte sie Rosa Pfäffinger kennen, wo beide ihre Sommer verbrachten. Die Familie Pfäffinger verbracht dort auf Anregung von Dr. Julius Kugy die Sommerfrische und kaufte dort im Jahre 1879 sogar ein Grundstück. Dort ließ sie eine Villa erbauen. Kobilca wiederum lebte dort im Haus ihrer Mutter. Nachdem Kobilca bereits Malerei studierte kann man davon ausgehen, dass sie Pfäffinger mit ihrer Begeisterung für die Kunst ansteckte. Ihre Freundschaft hielt bis zu ihrem Tod.
Im Jahre 1880 zog sie nach München und wurde Schülerin von Alois Erdelt. Zu ihrem Bekanntenkreis gehörten Maria Slavona und Käthe Kollwitz. 1889 organisierte sie die erste Kunstausstellung in Ljubljana. Nach ihrer Studienzeit in München zog sie mit Maria Slavona und Rosa Pfäffinger nach Paris. Den Weg nach Paris ebnete ihr Bild Der Sommer, welches sie im Münchner Glaspalast ausgestellt hatte. Der Münchner Modernist Fritz von Uhde schlug ihr vor, dieses Werk zur Ausstellung des Pariser Salons einzureichen. Für die Ausstellung im Salon auf dem Champ de Mars wurden neben diesem Bild noch Die Büglerinnen ausgewählt. Insgesamt wurden 200 Bilder aus 2800 eingereichten Werken ausgestellt. Den Erfolg krönte ihre Wahl zur Assoceé der Société Nationale des Beaux-Arts.
In Paris lebten sie zusammen von Pfäffingers Geld mit den Malern Willy Gretor und Hans Dahlerup (1871–1892) in einer 6-Zimmer-WG am Place Malherbes 112. Die Wohngemeinschaft sollte ein Experiment in der Freien Liebe sein. Kobilca, Slavona und Pfäffinger hatten alle eine Affäre mit Gretor, wobei Kobilca als einzige kein Kind von ihm bekam.
Sie lebte, wirkte und studierte in verschiedenen europäischen Städten wie Wien, Sarajevo, Berlin, Paris und München und war Mitglied der Société nationale des beaux-arts in Paris. Viele ihrer Werke sind Stillleben oder Porträts. In späteren Jahren tendierte sie mehr zum Impressionismus.
Ihre bekanntesten Bilder sind:
- Kofetarica (Die Kaffeetrinkerin) von 1888
- Citrarica (der Zitherspieler)
- Likarice (Die Büglerinnen) von 1891
- Holandsko dekle (Ein holländisches Mädchen)
- Portret sestre Fani (Porträt von Schwester Fani) von 1889
- Poletje (Sommer) von 1889.

Ivana Kobilca ist die wichtigste slowenische Malerin. Nach ihrer sozialen Herkunft, ihrem Lebensweg, ihren Idealen und ihrem Weg bewertet war sie eine städtische Künstlerin. Sie war eine der slowenischen Realistinnen, die ihre wichtigsten Gemälde in den Achtzigerjahren des 19. Jahrhunderts schufen. Kobilicas größten Tribut an die slowenische Kunst zollte diese in der Zeit, in der sie im Ausland lebte. Die größte Bedeutung hatte sie für das Malen von Menschen, vor allem von Porträts und vom typischen Leben von Menschen, sowohl städtisch als auch ländlich. In der Zeit, die sie in Berlin verbrachte, wurden Blumenstillleben ihr wichtigstes Genre. Die Hauptfarben ihrer Frühwerke sind dunkel, nur die Pastelltöne sind heller. Später, ab 1889, wurden ihre Gemälde heller und bekamen die für das Paris dieser Zeit typischen blauen Nuancen. In ihren letzten Lebensjahren malte sie hauptsächlich Porträts prominenter Personen.
Auf der slowenischen 5000-Tolar-Banknote war das Porträt Kobilcas abgebildet.